# Dendrolagus mbaiso
Dendrolagus mbaiso (лат.), или дингисо, или древесный валлаби, или бондегезоо является одним из видов древесных кенгуру родом с индонезийской части острова Новая Гвинея. Относится к эндемикам. Он живёт в субальпийском поясе, на высоте от 3 250 до 4 200 м, чуть ниже линии деревьев. Впервые он был снят в документальном фильме BBC «Тайны Тихого океана» в 2009 году после 11 дней поиска с местными племенами.

## Описание
Этот кенгуру имеет отличительный чёрно-белый мех, белый живот и чёрную голову, спину и конечности. В отличие от других древесных кенгуру, он проводит мало времени на деревьях и не прыгает с ветки на ветку. Видовой эпитет, mbaiso, означает «запретное животное» в языке народа мони. Многие представители мони почитают древесного кенгуру как духа своих предков и поэтому не охотятся на него.
Кенгуру был формально описан в науке в 1995 году австралийским зоологом Тимом Фланнери, индонезийским зоологом Биди и австралийским антропологом Александром Салаи.